# He7edik
He7edik (od słowa Hetedik oznaczającego po węgiersku Siódmy) – siódmy album węgierskiego zespołu pop, Manhattan. Wydany został w 1998 roku na MC i CD.

## Lista utworów
1. "A szerelem ennyit ér" (5:08)
2. "Gyere velem" (4:06)
3. "Őrizz még" (5:23)
4. "Egy szó" (4:21)
5. "Tépjél szét" (4:58)
6. "Hiányzol" (5:20)
7. "Hetedik" (4:46)
8. "Igazi föld" (4:38)
9. "Rossz vagyok" (3:16)
10. "Ülj le mellém" (4:30)

## Skład zespołu
- János Nyemcsók – wokal
- Tamás Kelemen – gitara
- Gábor Vilmányi – wokal, instrumenty klawiszowe